# North Tustin
North Tustin est une census-designated place du comté d'Orange, dans l'État de Californie, aux États-Unis,. En 2020, elle compte une population de 25 718 habitants.